# 광주 노씨 (경기도)
광주 노씨(廣州魯氏)는 경기도 광주시를 본관으로 하는 한국의 성씨이다.
시조 노필상(魯弼商) 누대(累代)로 광주에 토착(土着)해온 사족(士族)의 후예(後裔)로 조선시대에 통정대부(通政大夫)에 이르렀다.
2015년 대한민국 통계청에서 654명으로 조사되었다.

## 참고 자료
- “광주노씨(廣州魯氏)”. 뿌리를 찾아서.[깨진 링크(과거 내용 찾기)]